# Sport Club do Pará
O Sport Club do Pará foi um clube esportivo brasileiro da cidade de Belém, capital do estado do Pará. Foi o primeiro clube para a prática do futebol no estado, sendo fundado em 25 de setembro de 1896.
O Sport Club do Pará destacou-se tanto no âmbito social, com a realização de eventos em sua sede, localizada na Av. Nazaré, s/n, quanto no esportivo, atuando em várias modalidades. No futebol, além de ser o clube pioneiro na sua prática, foi vice-campeão do primeiro Campeonato Paraense, em 1908. Já no remo, participou de várias disputas na baía do Guajará. Em 1905, alguns de seus remadores se dissidiram para fundar o Clube do Remo.

## Títulos

### Estaduais
- Vice-Campeonato Paraense: 1908.